# اشغال ژاپن
در پایان جنگ جهانی دوم، ژاپن از سوی نیروهای متفقین اشغال شد. این نخستین و تنها باری بود که این کشور به اشغال نیروهای خارجی درمی‌آمد.
در ۱۴ اوت ۱۹۴۵، دولت ژاپن خبر تسلیم مقدماتی این کشور را به متفقین اعلام کرد. فردای آن‌روز، امپراتور هیروهیتو در یک نطق رادیویی، تسلیم بی‌قید و شرط ژاپن را به اطلاع مردم رساند. این نخستین باری بود که امپراتور ژاپن از طریق رادیو با مردم سخن می‌گفت و اولین بار بود که مردم این کشور صدای امپراتور را می‌شنیدند.
هری ترومن رئیس‌جمهور ایالات متحده، ژنرال داگلاس مک‌آرتور را به کار نظارت بر ژاپن اشغالی منصوب کرد. تلاش شد تا در قانون اساسی جدید ژاپن که زیر نظر نیروهای پیروز نوشته می‌شد، شکلی از لیبرال دموکراسی جایگزین نظام سلطنت مشروطه شود. در قانون اساسی جدید ژاپن، جنگ محکوم شد. با امضای پیمان صلح سان‌فرانسیسکو در ۸ سپتامبر ۱۹۵۱ و اجرایی شدن آن در ۲۸ آوریل ۱۹۵۲، ژاپن بار دیگر استقلال خود را بازیافت.
با این حال، ایو جیما تا سال ۱۹۶۸ و اوکیناوا تا سال ۱۹۷۲ تحت کنترل آمریکا باقی‌ماندند. امروز نیز ۴۷۰۰۰ پرسنل نظامی آمریکا در ژاپن حضور دارند که بر اساس معاهده همکاری امنیتی دوجانبه، از سوی دولت ژاپن دعوت شده‌اند.
چالمرز جانسن در کتاب برچیدن امپراتوری می‌نویسد:
داگلاس مک‌آرتور یک دیکتاتور واقعی بود و هر کاری می‌کرد تا از تشکیل یک دموکراسی واقعی در ژاپن جلوگیری کند. از آنجاییکه بسیار احتمال داشت که در دهه ۱۹۵۰ میلادی حزب سوسیالیست ژاپن به قدرت برسد، ما برای جلوگیری از این اتفاق بطور مخفیانه پول در اختیار نظام قدیمی لیبرال دموکرات قرار دادیم. ما در سال ۱۹۵۷ کمک کردیم تا وزیر تسلیحات ژاپن نوبوسوکه کیشی به جایگاه نخست‌وزیری برسد. سپس دوباره برای اینکه در حزب سوسیالیست انشعاب ایجاد کنیم، به رقیبش یعنی حزب سوسیال دموکرات کمک مالی کردیم. در دهه ۱۹۶۰ میلادی نیز با وجود اعتراضات مردمی، همچنان برای پایدار ماندن پیمان امنیت آمریکا-ژاپن پافشاری داشتیم. در نتیجهٔ این اعمال، ژاپن بجای اینکه با دموکراسی رشد کند، تبدیل به وابستهٔ گوش به‌فرمان آمریکا شد.

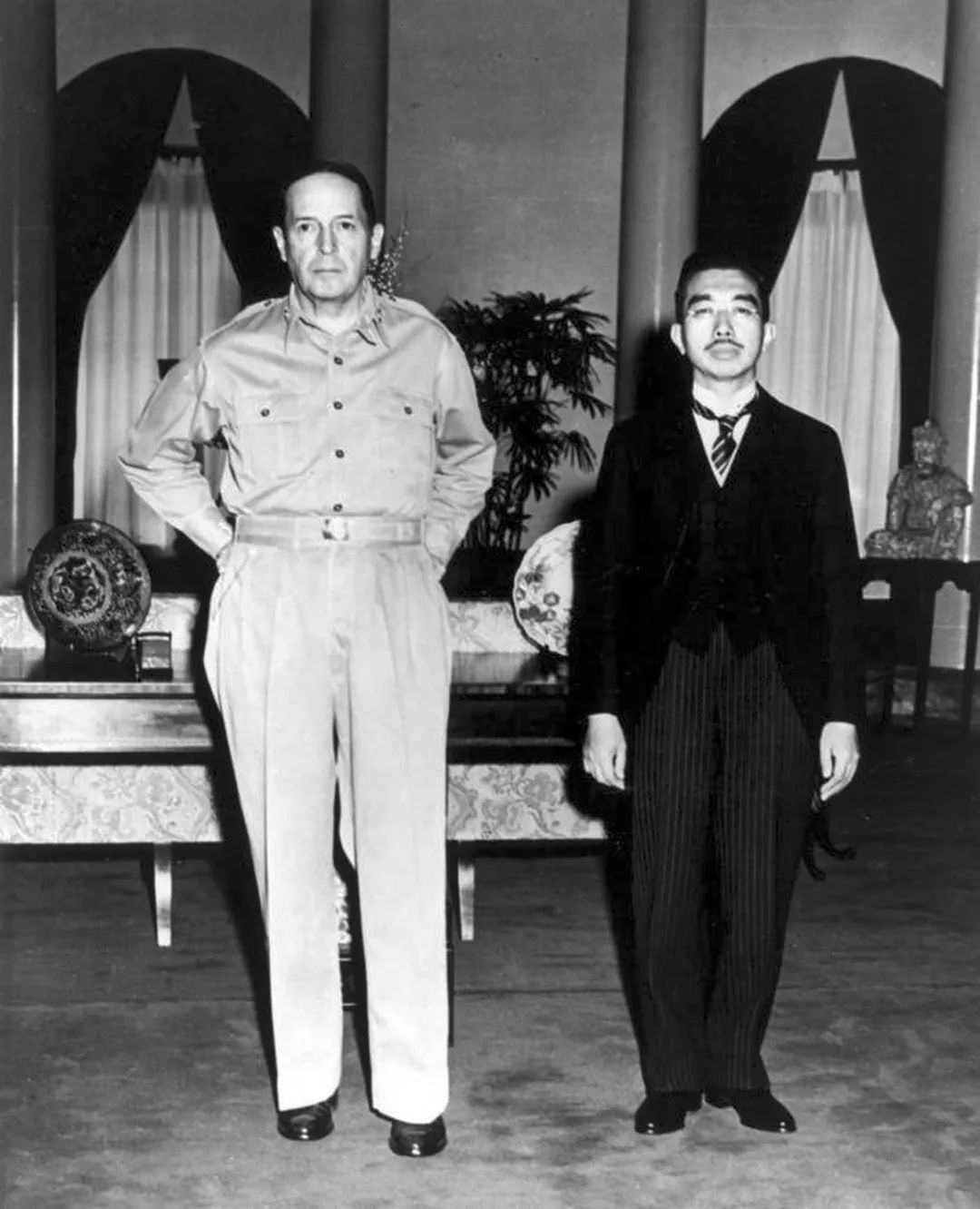
ژنرال داگلاس مک‌آرتور و امپراتور هیروهیتو.